# Gastromyzon scitulus
Gastromyzon scitulus är en fiskart som beskrevs av Tan och Leh 2006. Gastromyzon scitulus ingår i släktet Gastromyzon och familjen grönlingsfiskar. Inga underarter finns listade i Catalogue of Life.